# Anzelingerbach
Pour les articles homonymes, voir Anzeling et Bach (homonymie).
L’Anzelingerbach est un ruisseau qui coule dans le département de la Moselle en région Grand Est et un affluent de la Nied, donc un sous-affluent du Rhin par la Sarre et la Moselle.

## Hydronymie
Hydronyme germanique signifiant « ruisseau d’Anzeling » et fait référence à la commune du même nom.

## Géographie
De 14,8 km de longueur

### Communes traversées
Dans le seul département de la Moselle, l'Anzelingerbach traverse six communes, de l'amont vers l'aval, Monneren (source), Kemplich, Menskirch, Chémery-les-Deux, Hestroff, Anzeling (confluence).

### Bassin versant
L'Anzelingerbach traverse une seule zone hydrographique 'L'Anzelingerbach' référencée (A992) de 69 km2.